# Sisu SA–240
A Sisu SA–240 nehéz méretű, háromtengelyes terepjáró tehergépkocsi, melyet a finn Sisu-Auto nehézgépjárműgyártó cég gyártott 1984-től 1991-ig. A hatkerék meghajtású tehergépkocsit 12 000 kg teherbírásra tervezték, mivel a Finn Védelmi Erők legnehezebb ágyúit kellett vontatnia.

## Tervezés
A közepes méretű terepjáró tehergépkocsi, a Sisu SA–150 túl gyenge volt a Finn Védelmi Erők nehézlövegeinek vontatásához. Az új, 6×6-os tehergépjárművet javasolták megoldásként. A fejlesztés 1983-ban kezdődött. Az első két SA–180 jelű prototípust egy turbófeltöltős Valmet 611, 180 kW maximális teljesítményű motorral hajtották. A ZF Friedrichshafen által készített sebességváltó forgatónyomaték-átalakítóval rendelkezett, ami rugalmas vezetést tett lehetővé úton és terepen. A rendszert tesztelték Hämeenlinna és Sodankylä között haladva, végig azonos sebességi fokozatban.
A helyszíni tesztek után a motort kicserélték 10 literes Cummins dízelmotorra, és a modell kódja SA–240-re változott. A jármű beceneve hamarosan Rasi lett, aminek jelentése Raskas Masi, vagyis „nehéz Masi”.

## Gyártás
Az első gyárban készült SA–240 konfigurációja Sisu SA–240 CKH–6×6/4950+1440, ezt 1984 májusában adták át a Finn Védelmi Erőknek. A jármű az extra hosszú tengelytávval és a leszerelhető MtO 85 hajók elleni rakétarendszerrel készült. Az első tüzérségi használatra készült SA–240 konfigurációja Sisu SA–240 CKH–6×6/3740+1440, amit a következő év végén adtak át. 1987-ben egy 13 járműves sorozatot gyártottak le, majd 1988-ban megkezdődött a sorozatgyártás. 1990-ben az SA–240-est a továbbfejlesztett SA–241 váltotta le, a gyártás 1991-ben véget ért.

## Műszaki adatok

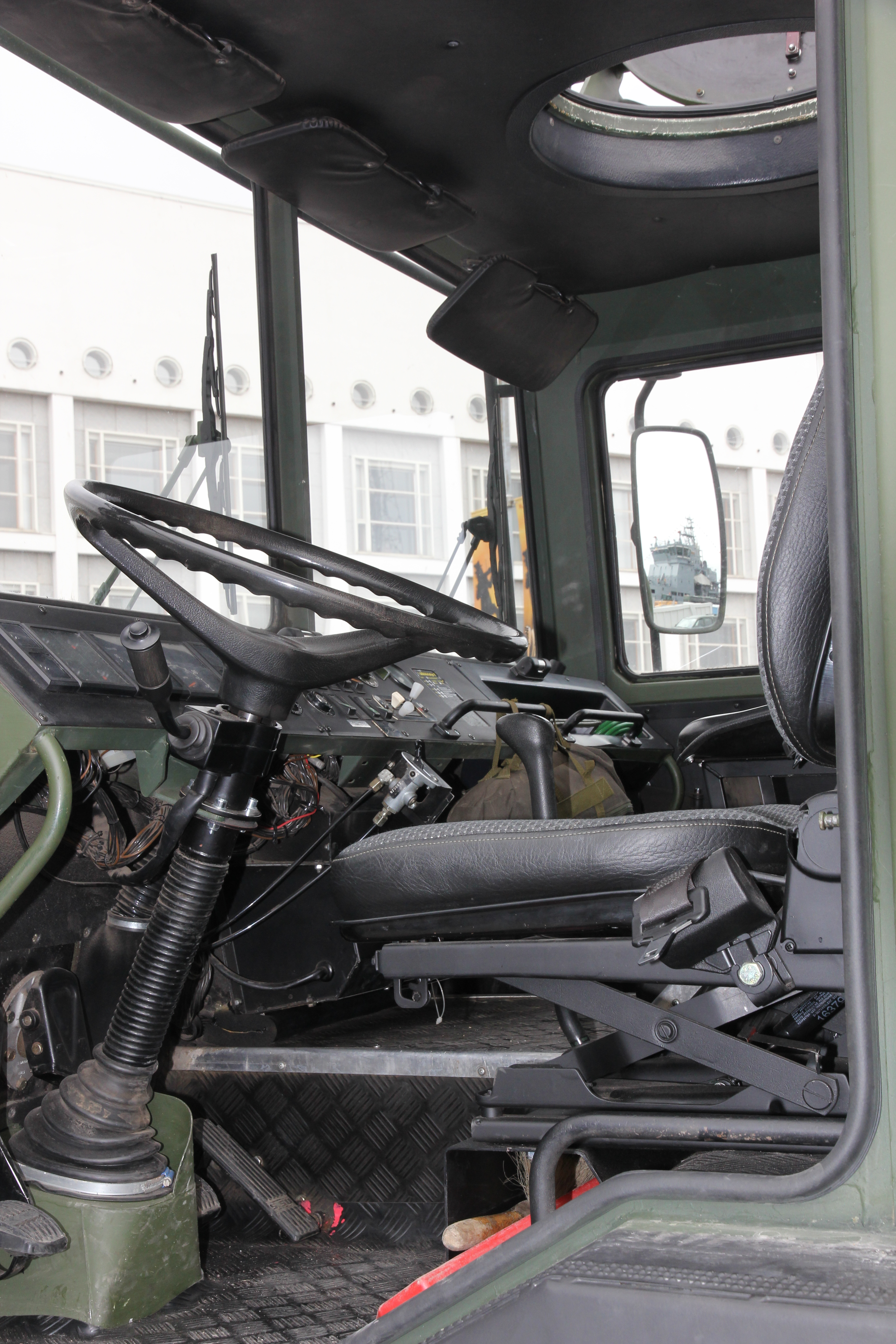
Az SA–240 kabinja.

Az SA–240 főleg a könnyebb, kéttengelyes SA–150 teherautón alapszik.

### Motor, erőátvitel és futómű
A járművet egy 246 kW teljesítményű Cummins LTA 10 330T/T4 dízelmotor hajtja. A ZF 8F1R sebességváltóban van a forgatónyomaték-átalakító. Mindhárom tengely meg van hajtva. A tengelytáv a hátsó tengelyek között a leghosszabb a piacon, ami lehetővé teszi a hólánc használatát. Az alváz lehetővé teszi a torziós hajlítást.
A korai típusok önsúlya 8 800 kg, hasznos terhelése 9 200 kg. A későbbi típusok súlya 10 000 kg, hasznos terhelése 12 000 kg.

### Vezetőfülke és felépítmények
A kabint a motor felé helyezték, benne a vezetőnek és két főnyi utasnak helyeztek el üléseket. A fülkét belül ellátták fűtéssel, tetejére búvónyílást vágtak. A platón 24-30 főnek van elegendő hely, tetejét acélvázzal megerősített vászonnal lehet burkolni.

## Jellemzők
Az SA–240 maximális sebessége 97 km/h, hatótávolsága 600 km. A hajlított alvázának és jó súlyelosztásának köszönhetően terepjáró képessége jó. A maximális gradiens 60% és az oldalsó szög 40%. A jármű fel tud mászni 0,6 m magas lépcsőn és át tud kelni egy méter széles árkokon. Gázlóképessége egy méter.

## Változatok
A továbbfejlesztett változat az SA–241, ami 1990 és 1991 között készült. Platója 100 mm-rel szélesebb. Néhány kozmetikai változtatást is végeztek. A kabin tetején kialakítottak egy búvónyílást, ahova egy 12,7 mm-es géppuskát is fel lehet szerelni.

## Használat
Az SA–240 fő feladata a Finn Védelmi Erők legnehezebb lövegeinek vontatása.